# Lü (Zwitserland)
Lü is een plaats en voormalige gemeente in het Zwitserse kanton Graubünden. Lü telt 65 inwoners en was tot 2008 een zelfstandige gemeente, een van de hoogstgelegen gemeenten van Zwitserland.

## Geschiedenis
Op 1 januari 2009 fuseerde Lü met Fuldera, Müstair, Santa Maria Val Müstair, Tschierv en Valchava tot de gemeente Val Müstair.